# 郭松棻
郭松棻（1938年8月27日—2005年7月9日），臺灣小說家。父親郭雪湖、母親林阿琴皆為畫家，配偶李渝為小說家、藝術史家。郭氏創作始於1950年代，受西方現代主義、存在主義洗禮。1970年代投身保釣運動，1983年始復出發表新作，以中、短篇小說為主，量少質精，結構繁複，擅於在錯亂時序中刻劃主角幽微的心理歷程，寄寓個人的鄉愁、近代史的創傷、知識份子的幻滅、無力與救贖的渴望，出之以沉鬱與澎湃兼具的詩意，風格濃烈、鮮明，學者王德威稱之為「冷酷異境裡的火種」、「骨感美學」，為臺灣現代小說重鎮。

## 生平
1938年 生於臺北大稻埕。

1951年 考入臺北市立建國高級中學初中部，自畫家陳進處獲贈偉福鋼筆一支。

1957年 國立臺灣師範大學附屬高級中學畢業，考入國立臺灣大學哲學系。

1958年 受教於蘇維熊，轉入外國語文學系。第一篇小說〈王懷和他的女人〉發表於臺大校內刊物《大學時代》。

1961年 〈沙特存在主義的自我毀滅〉發表於《現代文學》。國立臺灣大學外國語文學系畢業。

1963-65年 代替病中的蘇維熊講授「英詩選讀」。

1964年 〈這一代法國的聲音──沙特〉發表於《文星》。

1965年 演出電影《原》。

1966年 赴聖塔芭芭拉加州大學攻讀英國文學碩士，接觸加州的學生運動。

1967年 轉入柏克萊大學攻讀比較文學碩士。

1969年 獲比較文學碩士。

1971年 指導教授陳世驤歿。投入保釣運動，放棄博士學位。這段期間寫作以政論為主，發表於保釣刊物。

1972年 任職於聯合國，定居紐約。

1974年 7月與李渝、臺大哲學系好友劉大任等人訪問中國，為期四十二天，見周恩來。被中華民國政府列入黑名單中，無法返臺。寫出其中國經驗後，遭多數保釣人士疏遠。

1983年 以「羅安達」為筆名復出，短篇小說〈姑媽〉等發表於《文季》，抒寫鄉愁及知識份子訪問共產中國後的幻滅之情。

1984年 中篇小說〈月印〉連載於《中國時報》。

1997年 中篇小說〈今夜星光燦爛〉發表於《中外文學》。南方朔認為主角為陳儀，郭曾於訪談中反駁。

2001年 小說集《雙月記》獲巫永福文學獎。

2005年 中篇小說〈落九花〉發表於《印刻文學生活誌》。7月1日二度中風，七日後歿。

2012年 遺作長篇小說《驚婚》由李渝謄寫編輯出版。

## 文學品味
郭松棻受魯迅影響至深，推崇福樓拜、大仲馬、曹雪芹、卡繆《異鄉人》、唐傳奇《古鏡記》等，曾評論普魯斯特《追憶似水年華》「太囉嗦」，張愛玲「沒那麼大，囉哩巴嗦」，馬奎斯「只有一本《愛在瘟疫蔓延時》我還覺得有點道理。」
黃錦樹曾轉述病中的郭松棻讀得下去的書，唯有胡蘭成《今生今世》。

## 著作

### 中、短篇小說集
- 林瑞明、陳萬益主編：《郭松棻集》（台北：前衛出版社，1997年）
- 《雙月記》（台北：草根出版社，2001年）
- 《奔跑的母親》（台北：麥田出版公司，2002年）

### 長篇小說
- 《驚婚》（台北：印刻出版，2012年）

### 其他
- 李渝、簡義明編：《郭松棻文集：哲學卷》（台北：印刻出版，2015年）
- 李渝、簡義明編：《郭松棻文集：保釣卷》（台北：印刻出版，2015年）

## 影視作品
- 2016年 電視劇《紫色大稻埕》，由賴瑞陽飾演。